# Ongole
Ongole là một thành phố và khu đô thị của quận Prakasam thuộc bang Andhra Pradesh, Ấn Độ.

## Địa lý
Ongole có vị trí 15°30′B 80°03′Đ / 15,5°B 80,05°Đ Nó có độ cao trung bình là 10 mét (32 feet).

## Nhân khẩu
Theo điều tra dân số năm 2001 của Ấn Độ, Ongole có dân số 149.589 người. Phái nam chiếm 51% tổng số dân và phái nữ chiếm 49%. Ongole có tỷ lệ 72% biết đọc biết viết, cao hơn tỷ lệ trung bình toàn quốc là 59,5%: tỷ lệ cho phái nam là 78%, và tỷ lệ cho phái nữ là 66%. Tại Ongole, 9% dân số nhỏ hơn 6 tuổi.